# Simnia vidleri
Simnia vidleri is een slakkensoort uit de familie van de Ovulidae. De wetenschappelijke naam van de soort is voor het eerst geldig gepubliceerd in 1881 door Sowerby G.B. III.